# Pointe Canot
Pour les articles homonymes, voir Canot (homonymie).
La pointe Canot est un cap de Guadeloupe.

## Géographie
Il se situe à l'ouest de la plage de Saint–Félix et à l'est de anse Vinaigri et marque le point extrême du sentier du littoral de Saint-Félix avant que la boucle ne contourne la saline. 
La pointe Canot est classée au conservatoire du littoral.

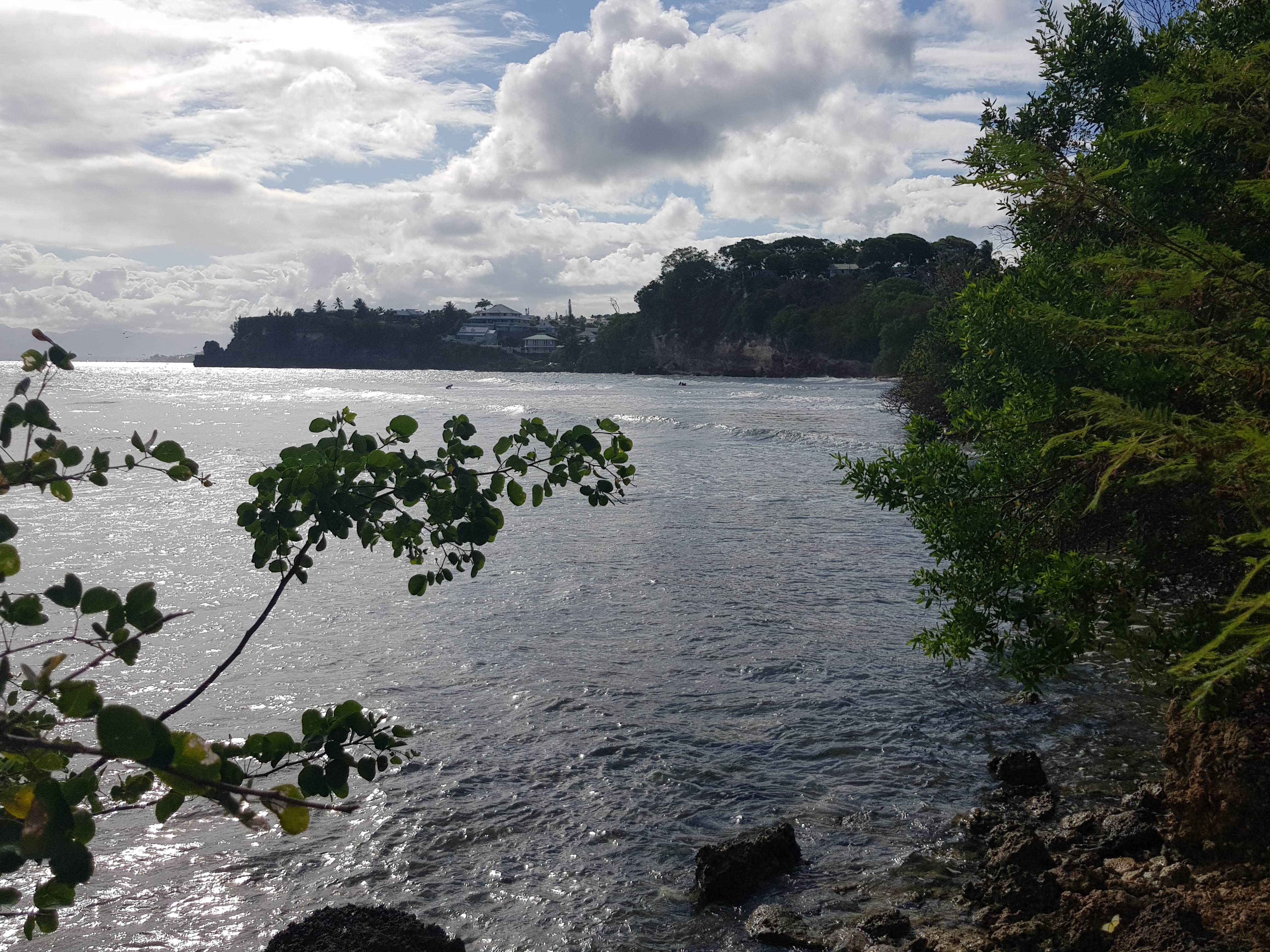
Pointe Canot et Anse Vinaigri
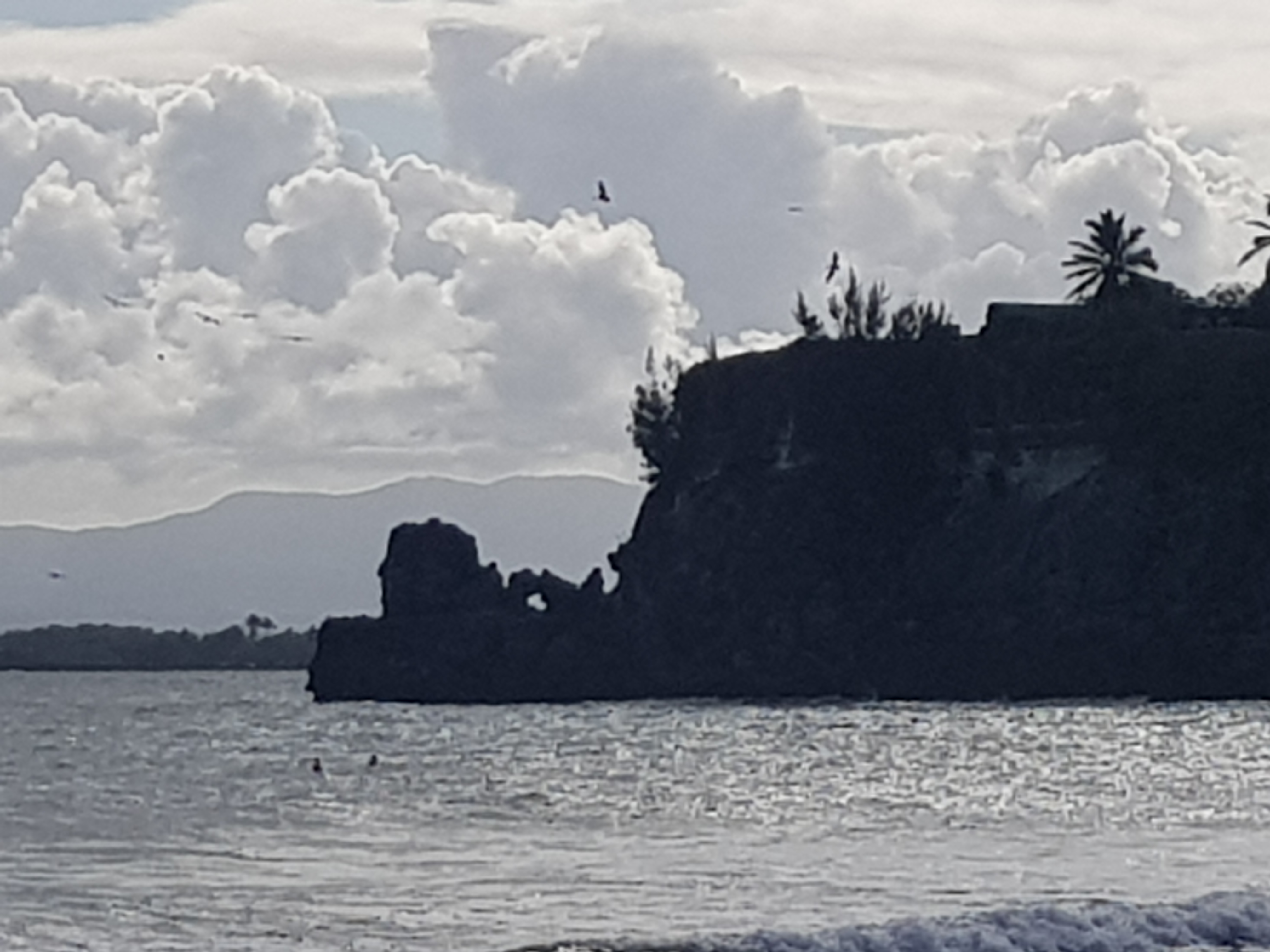
Pointe Canot (la pointe)